# Phallotorynus psittakos
Phallotorynus psittakos es una especie de peces de la familia de los pecílidos en el orden de los ciprinodontiformes.

## Morfología
Los machos pueden alcanzar los 1,8 cm de longitud total y las hembras los 2,39 cm.

## Distribución geográfica
Se encuentran en Sudamérica: Paraguay.